# Hotel Lutetia
L'Hôtel Lutetia è uno degli hotel più noti della Rive gauche. È situato al 45 di Boulevard Raspail, nella zona di Saint-Germain-des-Prés nel VI arrondissement di Parigi. È noto per la sua architettura e il suo ruolo storico durante l'amministrazione militare tedesca della Francia nella Seconda guerra mondiale.

## Storia
Il Lutetia fu costruito nel 1910 in stile Liberty dietro progetto degli architetti Louis-Charles Boileau e Henri Tauzin. Fondato per conto del grande magazzino Le Bon Marché, si trova all'incrocio tra Boulevard Raspail e rue de Sèvres, accanto alla stazione della metropolitana Sèvres-Babylone. L'hotel prende il nome da un'antica città preromana che esisteva dove ora si trova Parigi. Tra gli ospiti famosi che vi soggiornarono nel corso degli anni si ricordano Pablo Picasso, Charles de Gaulle, Marianne Oswald, André Gide, Peggy Guggenheim e Joséphine Baker. James Joyce scrisse una parte del romanzo Ulisse alloggiando all'interno dell'hotel. La scrittrice Dawn Powell visse al Lutetia per tre mesi nell'autunno del 1950, durante la sua unica visita in Europa.
Alla fine degli anni '30, il Lutetia era un luogo di ritrovo frequente per gli esuli tedeschi antinazisti, tra cui Heinrich Mann, Willy Mutzner e il giovane Willy Brandt. Nella propaganda del regime nazista dell'epoca, questi ultimi venivano chiamati in modo sprezzante "The Lutetia Crowd".
La guerra iniziò nel settembre 1939 e numerosi rifugiati scapparono a Parigi, lontano dalle aree di conflitto e dai luoghi occupati dalle forze tedesche. Il Lutetia ricoprì un ruolo importante in questo frangente, cercando di ospitare il maggior numero di rifugiati possibile. Infatti si riempì ben presto di numerosi artisti e musicisti sfollati. Il 14 giugno 1940 il governo francese decise di evacuare la città in vista dell'imminente occupazione tedesca. Alcuni ospiti del Lutetia fuggirono, altri furono catturati dai tedeschi. In poco tempo lo stesso hotel venne requisito dal servizio di intelligence militare tedesco Abwehr e utilizzato per ospitare, nutrire e intrattenere gli ufficiali al comando dell'occupazione, come ad esempio Alfred Toepfer e il collaboratore francese Rudy de Mérode.
Dopo la liberazione di Parigi nell'agosto del 1944, le truppe tedesche abbandonarono il Lutetia e vennero rimpiazzate dalle forze francesi e americane che utilizzarono l'hotel come un centro di rimpatrio per prigionieri di guerra, sfollati e reduci dai campi di concentramento.
Nel dopoguerra il Lutetia venne riconvertito in hotel di lusso come agli albori. Nel 1955 venne acquisito dalla famiglia Taittinger. Alla fine degli anni ' 80, la stilista e designer Sonia Rykiel aprì una boutique nell'edificio e supervisionò un'importante riprogettazione, destinata a ricreare lo stile Liberty dei decenni precedenti.
La famiglia Taittinger detenne l'hotel per molti anni come parte della catena Concorde Hotels & Resorts. Nel 2005 fu venduto alla catena Starwood, nel 2010 venne ceduto per 150 milioni di euro al gruppo israeliano Alrov, che nell'aprile 2014 attuò una ristrutturazione da 100 milioni di euro. Il contenuto venne venduto all'asta nel maggio 2014. L'hotel riaprì i battenti nel luglio 2018, dopo un restauro da 234 milioni di dollari, seguito dal gruppo Set Hotels.

## Galleria d'immagini

Hôtel Lutetia
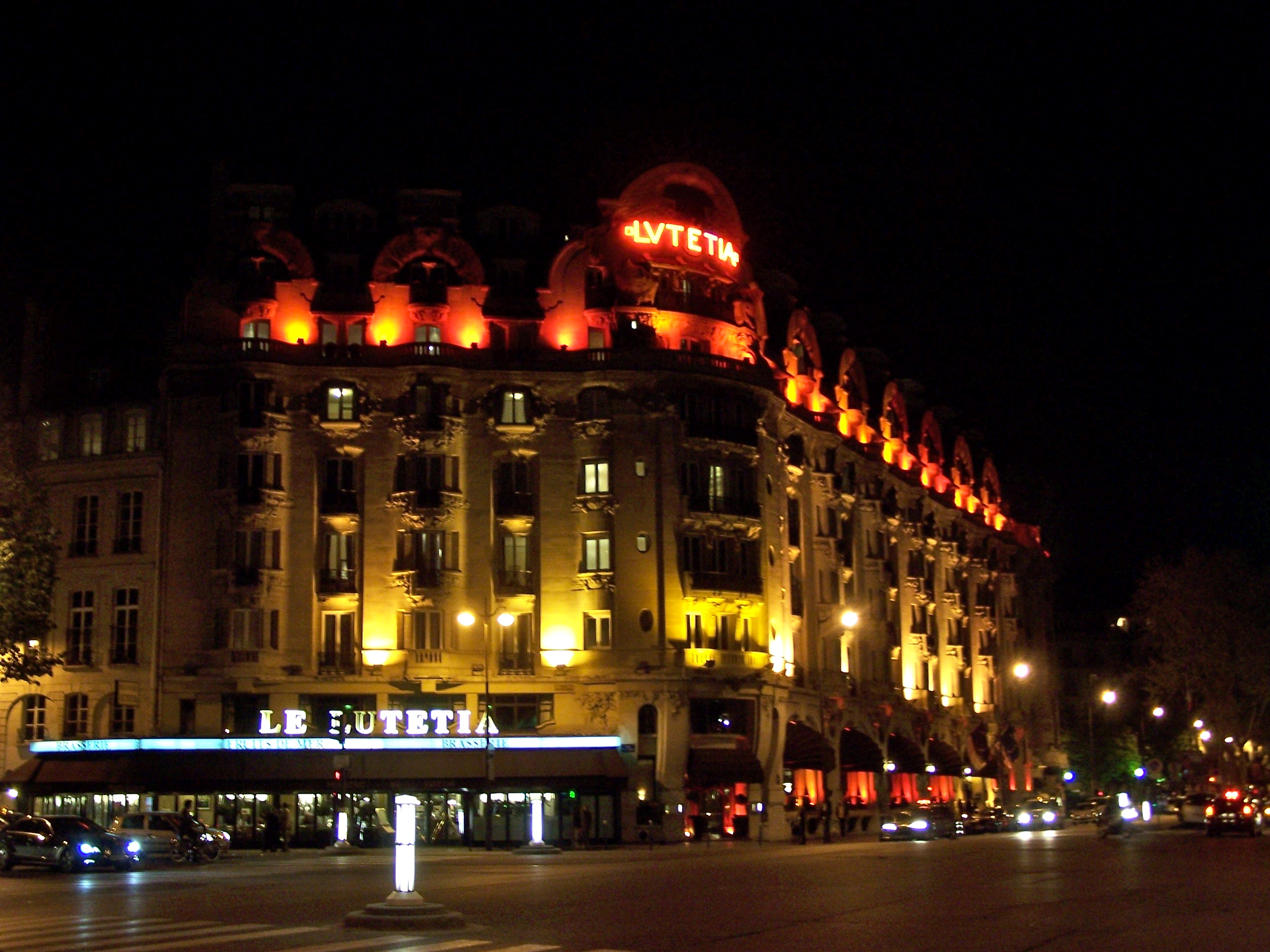
Hôtel Lutetia di notte
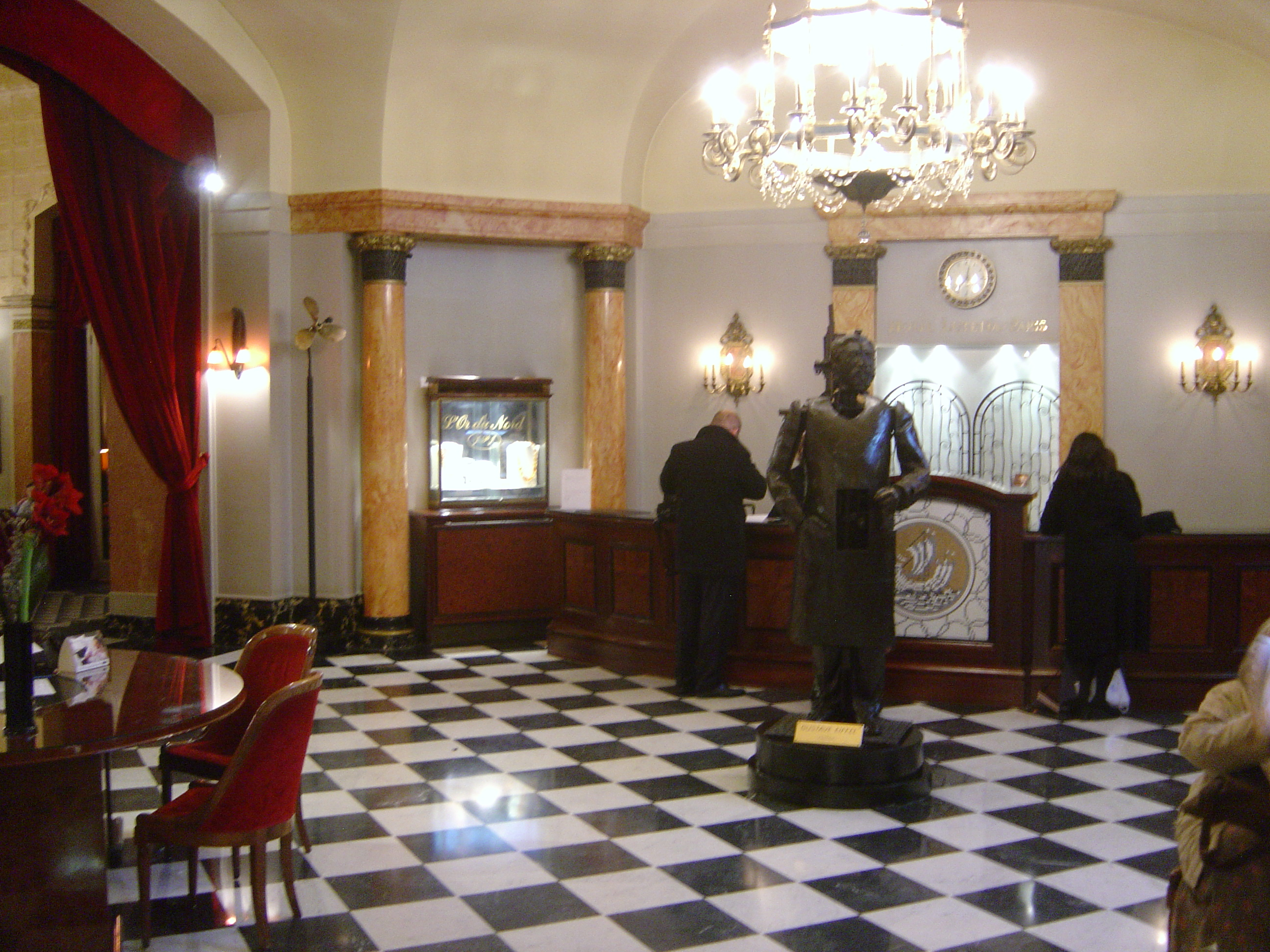
Lobby dell'Hôtel Lutetia
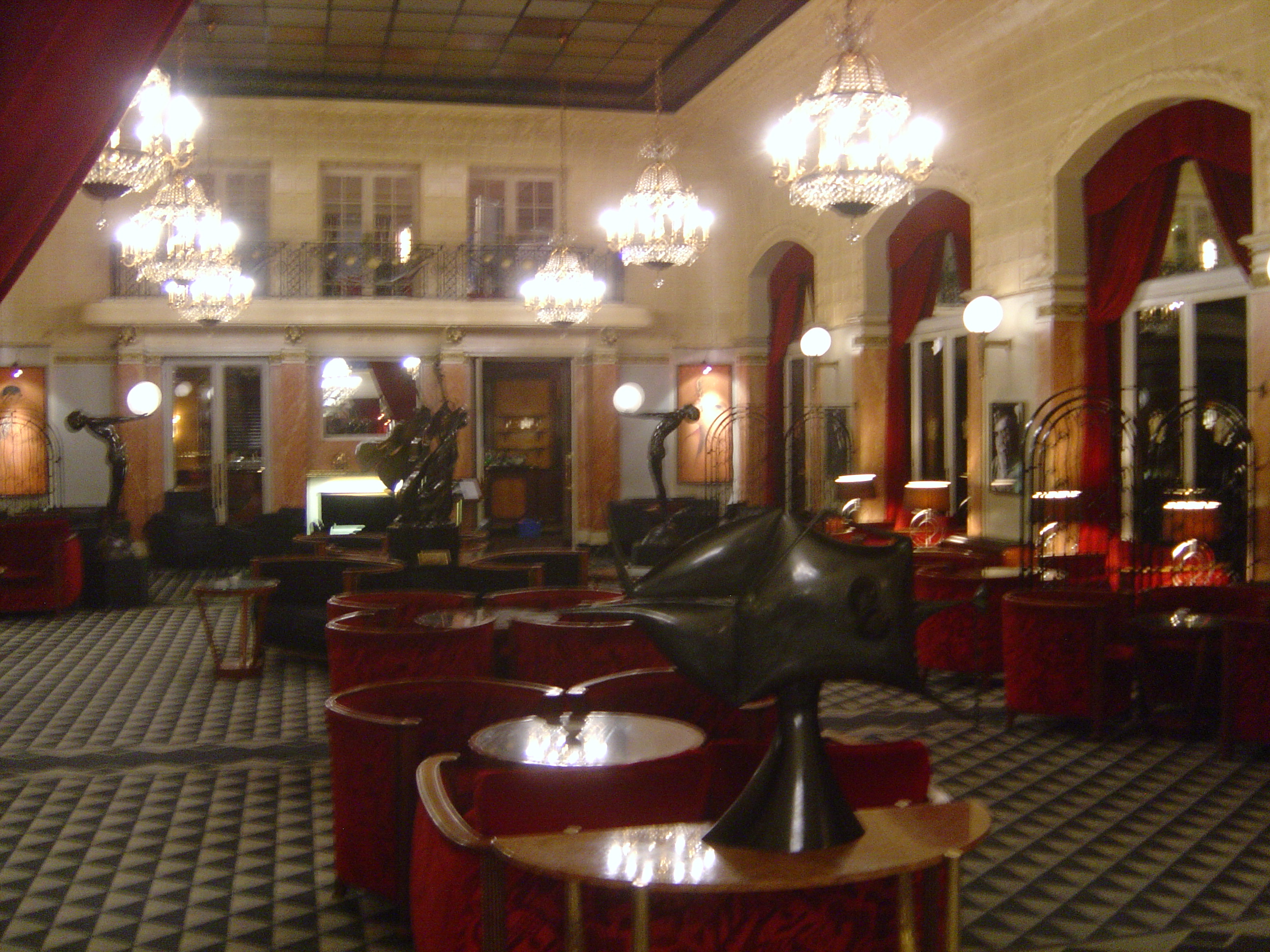
Lounge dell'Hôtel Lutetia
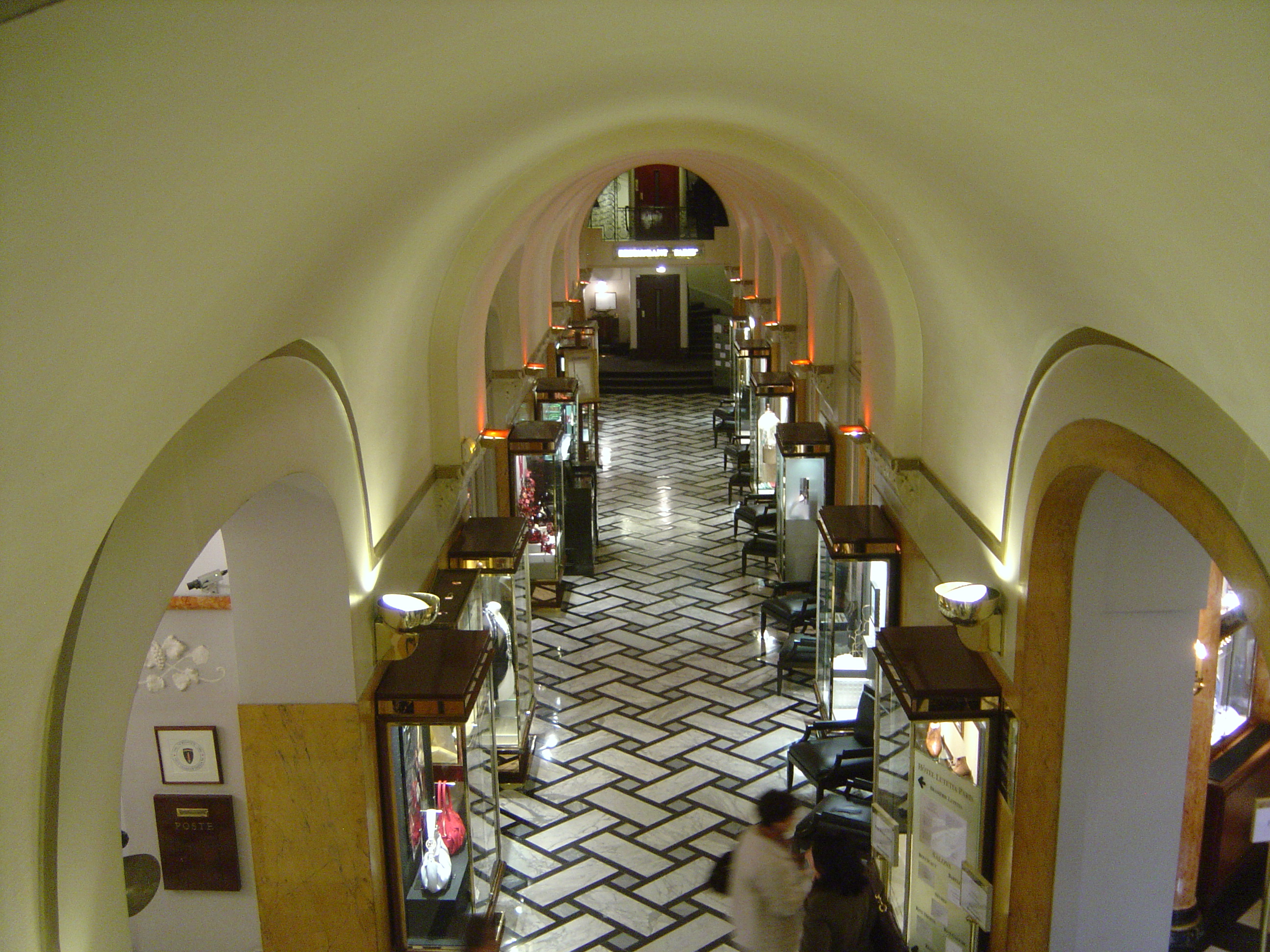
Interni dell'Hôtel Lutetia
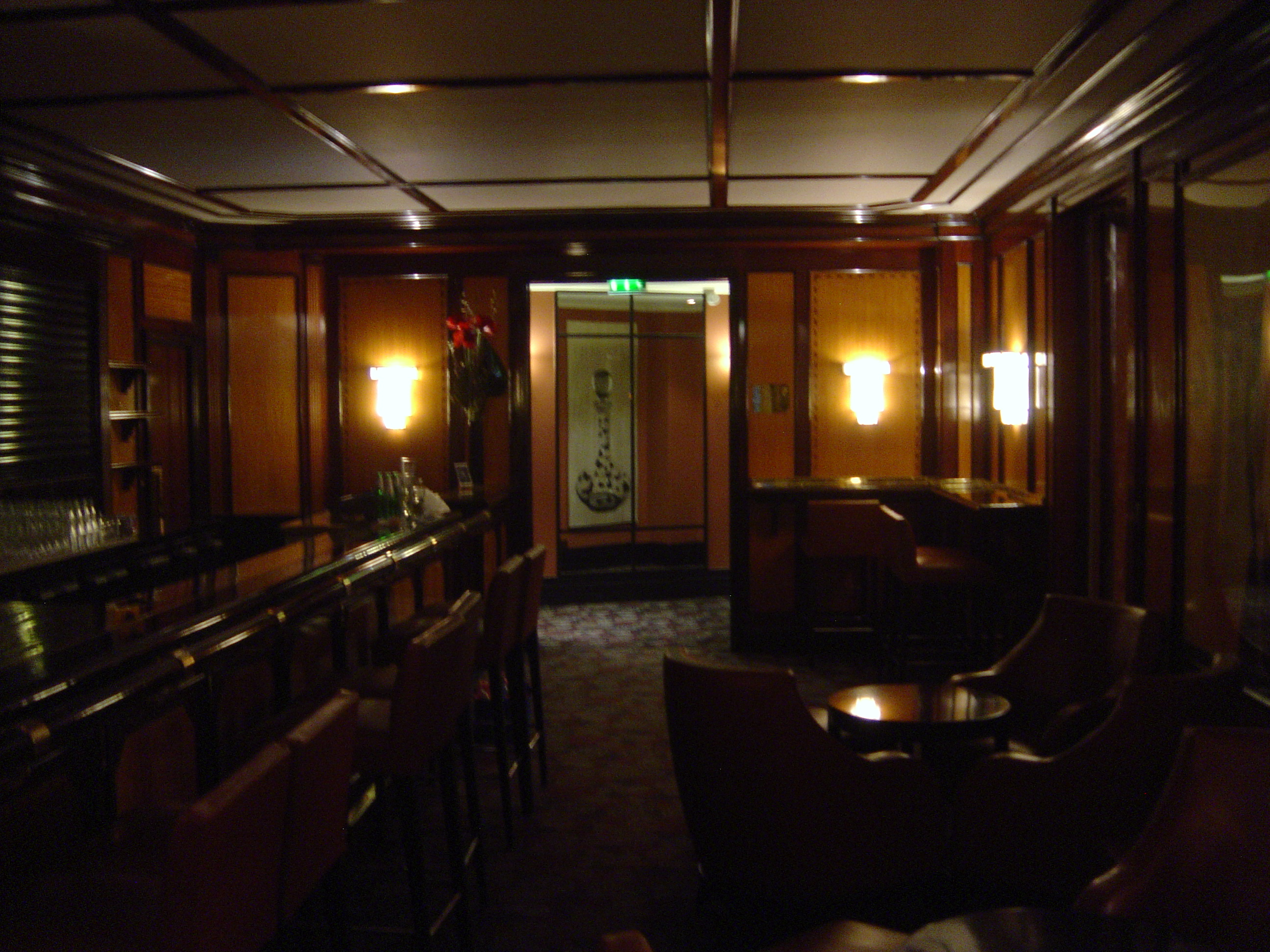
Bar dell'Hôtel Lutetia
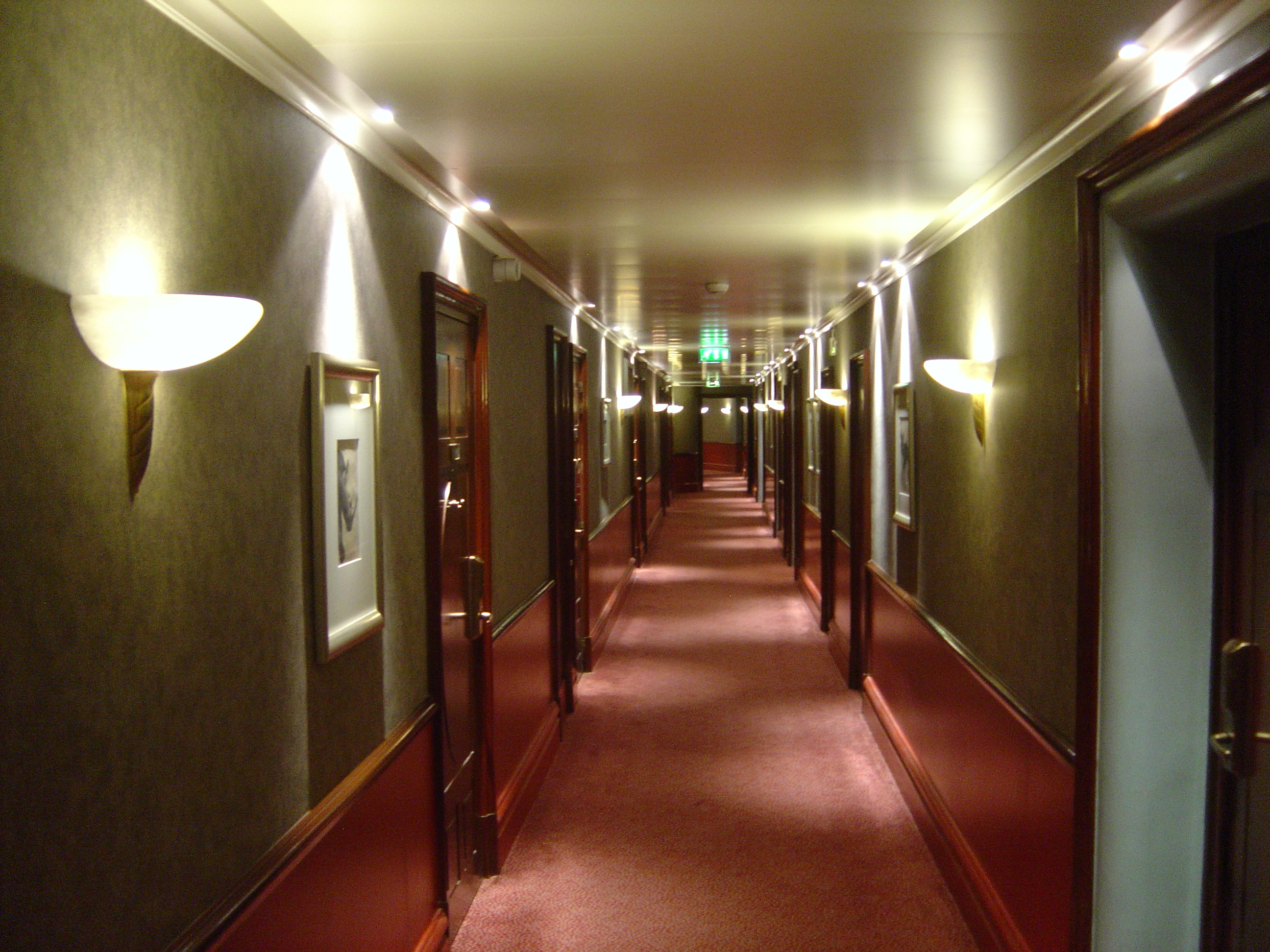
Corridoio dell'Hôtel Lutetia